# Thoe puella
Thoe puella is een krabbensoort uit de familie van de Mithracidae. De wetenschappelijke naam van de soort is voor het eerst geldig gepubliceerd in 1860 door Stimpson.